# Sonate K. 204b
La sonate K. 204b (F.491) en fa mineur est une œuvre pour clavier du compositeur italien Domenico Scarlatti.

## Présentation
La sonate K. 204b, en fa mineur, notée Allegro, est associée avec la sonate K. 204a. Curieusement, le catalogue de Kirkpatrick leur affecte un seul numéro ; mais elles portent bien deux numéros (22 et 23) dans Parme IV, le manuscrit principal et dans les catalogues Pestelli et Fadini. Le nombre souvent cité d'un total de 555 sonates, est en fait une invention de Kirkpatrick, pour produire une figure mémorable. Le couple fait partie des dix sonates qui ne figurent pas dans le catalogue Longo.
La forme est celle d'un menuet, bâti sur un rythme unique et obsédant, énoncé dès l'ouverture (très proche de la sonate K. 193). Le caractère de l'accompagnement est répétitif,.

## Manuscrits
Le manuscrit principal est le numéro 23 du volume IV (Ms. A. G. 31409) de Parme (1752).

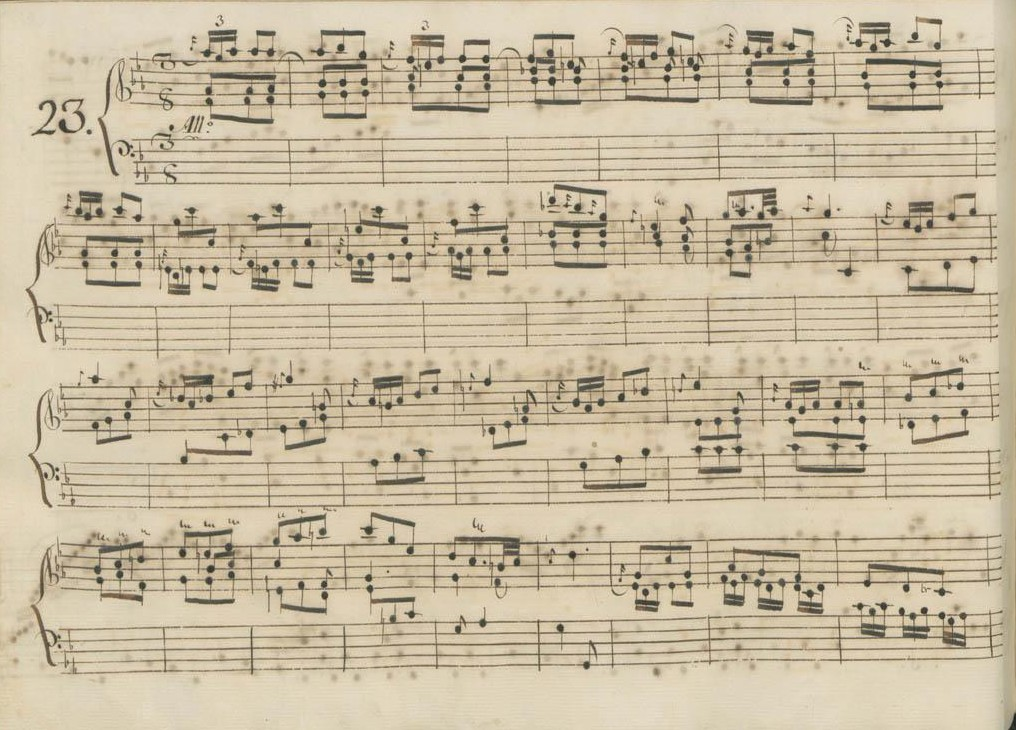
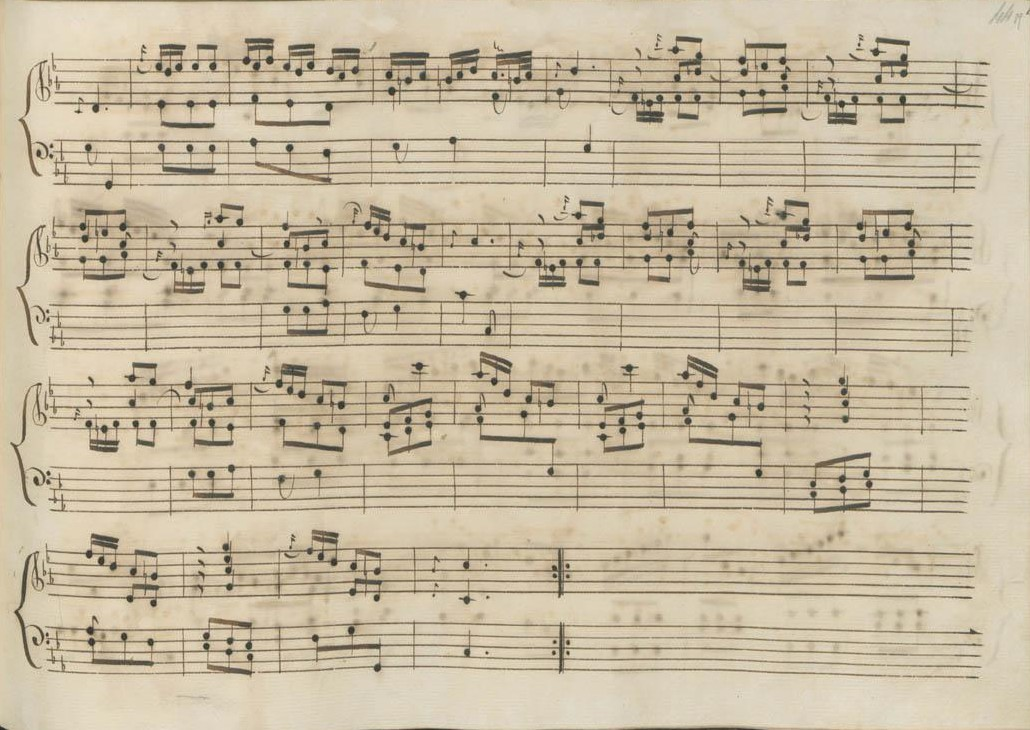
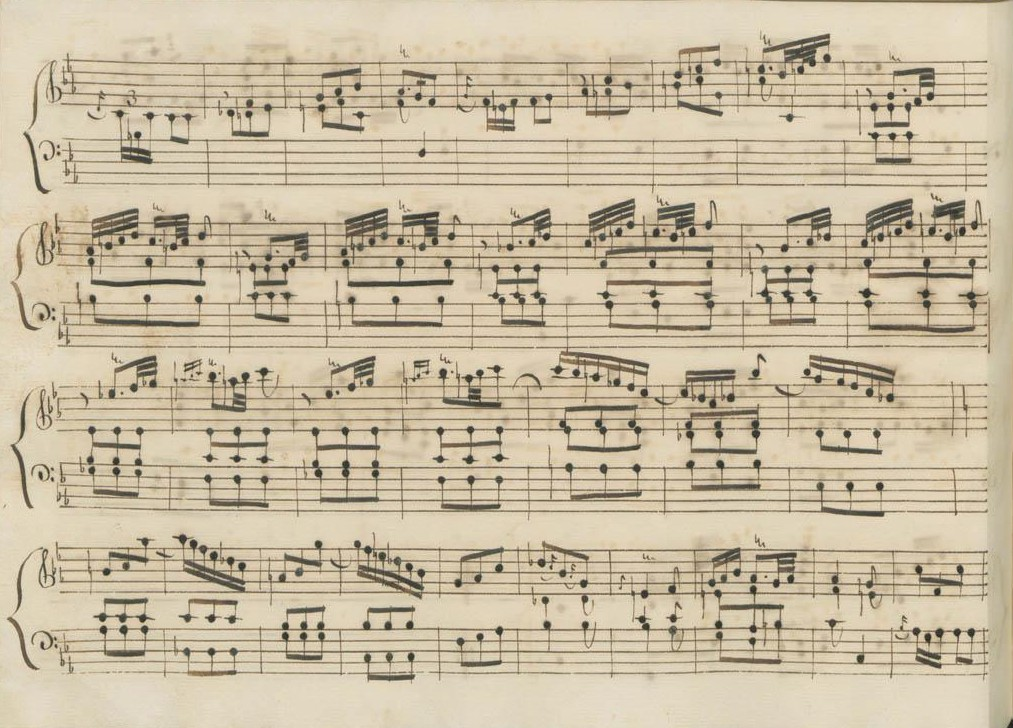
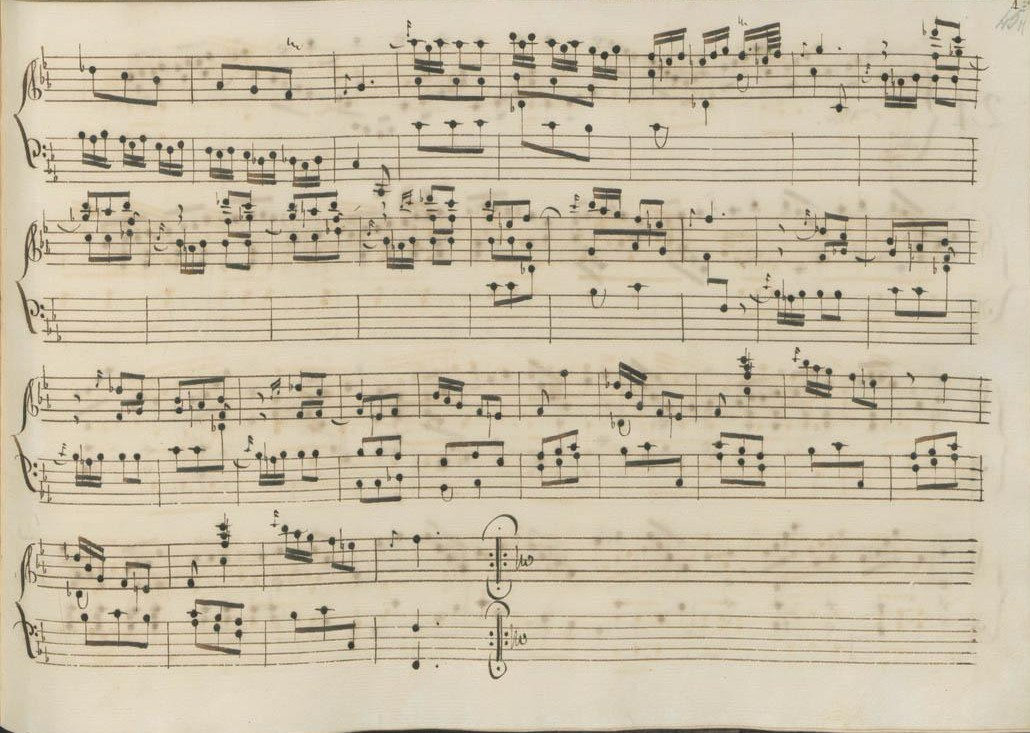

## Interprètes
La sonate K. 204b est défendue au piano, notamment par Carlo Grante (2009, Music & Arts, vol. 2) et Eylam Keshet (2016, Naxos, vol. 22) ; au clavecin par Igor Kipnis (1979, EMI), Scott Ross (1985, Erato), Pieter-Jan Belder (Brilliant Classics, vol. 5), Richard Lester (2007, Nimbus, vol. 7) et Mathieu Dupouy (2009, Label-Herisson).

## Sources
: document utilisé comme source pour la rédaction de cet article.
- Ralph Kirkpatrick (trad. de l'anglais par Dennis Collins), Domenico Scarlatti, Paris, Lattès, coll. « Musique et Musiciens », 1982 (1re éd. 1953 (en)), 493 p. (ISBN 978-2-7096-0118-4, OCLC 954954205, BNF 34689181).
- Alain de Chambure, « Domenico Scarlatti, Intégrale des sonates — Scott Ross », Erato/Éditions Costallat (2564-62092-2 (livret : 2292-45309-2)), 1985 (OCLC 891183737) .
- (en) W. Dean Sutcliffe, The Keyboard Sonatas of Domenico Scarlatti and Eighteenth-Century Musical Style, Cambridge / New York, Cambridge University Press, 2008, xi-400 (ISBN 978-0-521-07122-2, OCLC 1005658462, BNF 42017486).
- (en) Carlo Grante, « Domenico Scarlatti, intégrale des sonates pour clavier (vol. 2) », Music & Arts (CD-1291), 2009 (OCLC 840087257) .